# هابل تریدینگ پست نشنال هیستوریک سایت
هابل تریدینگ پست نشنال هیستوریک سایت (به انگلیسی: Hubbell Trading Post National Historic Site) یک منطقهٔ مسکونی در ایالات متحده آمریکا است که در آریزونا واقع شده‌است.